# ロン・スーダー
ロン・スーダー（Lon Suder）はSFテレビドラマ『スタートレック』シリーズの『スタートレック:ヴォイジャー』に登場する架空の人物。ブラッド・ドゥーリフが演じた。日本語版の声優は山路和弘。
反カーデシア組織マキに傭兵として所属していたベタゾイドである。快楽殺人者であり、テロ組織であるマキに加わったのは殺人がしたかったからだと認めている。ベタゾイドは本来テレパシー能力を持つ種族だが、その精神の病のためか、自分は人の心を読むことが出来ないと語っている。他のマキメンバーと共に、デルタ宇宙域に飛ばされたU.S.S.ヴォイジャーのクルーとなる。
彼はヴォイジャーのクルーとなった後も艦内で殺人を犯し逮捕され、コミュニケーターを没収されて隔離拘禁される。ヴォイジャーの保安主任・トゥヴォックは、理由らしい理由も持たずに同僚を殺したスーダーの行為が理解できず、それを知るために彼と精神融合を試みる。しかしスーダーの病は重度のものでトゥボックに伝染、トゥボックは意識不明となり危うく死にかけるが、トゥボックのコミュニケーターを介してスーダーがチャコティに連絡を入れたことから助かり、再度の精神融合でトゥヴォックはなんとか元に戻ることができた。そしてスーダーはそのまま拘留され続けることとなった（第2シーズン32話「殺人犯スーダー」）。
セスカの手引きでカラ率いるケイゾン・ニストリムがヴォイジャーを乗っ取ったとき、クルーは全員ヴォイジャーから降ろされてしまうが、勾留されていたスーダーと元々艦のシステムの一部であるドクターだけが、ケイゾンに見つからず艦内に残される。スーダーは二度の精神融合とトゥヴォックの日頃の指導によって、無用な殺人を犯さないため、自分の中の暴力的な衝動を抑えることが出来るようになっていたが、ヴォイジャーの他のクルーたちを救うために再び闘争心を奮い起こし、ドクターと二人でケイゾン達と戦う。戦いの中で彼は命を落とすが、ヴォイジャーはそのおかげでケイゾンから奪還される。ヴォイジャーのクルーは、艦のために自らが犠牲になったスーダーに深く感謝した（42・43話「ケイゾン総攻撃」）。
- 出身 - ベータゼッド
- 種族 - ベタゾイド